# МетаБанк
МетаБанк (АТ «МетаБанк») — український комерційний банк, заснований 12 липня 1993 року, належить до групи банків з приватним капіталом. Станом на 1 листопада 2020 року за розміром активів банк знаходився на 58 місці серед усіх 74 українських банків.

## Історія
АТ «МетаБанк» розпочав свою діяльність 12 липня 1993 року в м. Запоріжжя як регіональний Акціонерний банк «Металург» (АБ Металург реорганізовано у ВАТ «МетаБанк» 22 травня 2009, в Публічне акціонерне товариство «МетаБанк» — 14 серпня 2009 року).

## Участь в організаціях
МетаБанк є учасником Фонду гарантування вкладів фізичних осіб, учасником міжнародної платіжної системи Master Card International, має власну платіжну систему «Металлкарт», є членом Асоціації українських банків і Першої фондової торговельної системи, членом міжнародної системи міжбанківських фінансових телекомунікацій SWIFT.. За рішенням Уряду, у 2020 році входить до переліку з 44 банків, через які здійснюється виплата пенсій, грошової допомоги, а також заробітної плати працівникам бюджетних установ.